# 2012年の競輪
2011年の競輪-2012年の競輪-2013年の競輪
2012年の競輪（2012ねんのけいりん）は、2012年（平成24年）に起こった競輪に関する出来事と、GP、GI、GII、GIIIを中心としたレースの優勝者及び、獲得賞金ランキング30位までの選手を記したものである。

## できごと

### 1月
- 5日
  - 1982年のオールスター競輪優勝者・松村信定、1984年の新人王・小門洋一が選手登録削除され引退。
- 12日
  - 2011年競輪最優秀選手賞に山口幸二が選出された[1]。

### 2月
- 5日
  - 今回が最後の開催となる東西王座戦の決勝戦が行われ、東決勝では武田豊樹[2]が史上初の3連覇、西決勝では深谷知広[3]が優勝。
- 9日
  - 会員制競輪場外車券売場、サテライト名古屋が当年3月中旬にオープンすることが明らかになった[4]。
- 24日
  - 当年4月より、競輪の重勝式車券を、GIII以上のグレード開催において統一発売することになった[5]。
  - 当年3月7日の開催をもって本場開催が廃止される観音寺競輪場が、当年4月5日より、岸和田市の施行で『サテライト観音寺』としてオープンすることが決まった[6]。
- 29日
  - 前橋市競輪事務所によると、当年当月26日〜28日までの間に、前橋競輪場のホームページ（以下、HP）が、何者かによって改竄されていたことが判明したため、当日よりHPを一時閉鎖し、発生原因の調査に乗り出した。また、上記期間にHPを閲覧したパソコンが被害を受ける可能性がある、と注意を促している[7][8]。

### 3月
- 4日
  - 第65回日本選手権競輪決勝戦が行われ、成田和也が優勝[9]。
- 7日
  - 観音寺競輪最終開催、吉田実杯最終日が行われ、62年の競輪開催にピリオドが打たれた[10]。
- 8日
  - 東日本大震災の影響を今も受け、発売再開のメドが立たないサテライトかしまが、当年9月末までの発売中止を決定[11]。
- 22日
  - 男子は第101回生、女子は第1期生となる第102回生の日本競輪学校卒業記念レース最終日が松戸競輪場で行われ、男子は山本伸一[12]、女子は加瀬加奈子[13]がそれぞれ優勝。
  - ガールズケイリン（女子競輪）の日程（当年7月〜9月）が決まった[14]。
- 24日
  - 男女の日本競輪学校生徒の卒業式が同校で執り行われた[15]。
- 27日
  - 2013年度の競輪GP、GI、GIIの開催場及び開催日程が決定。オールスター競輪が京王閣競輪場で開催されることが決まったが、同場のGI開催はこれが初めてとなる[16]。
- 30日
  - 交付金引き下げ、赤字施行者交付金の実質減免、払い戻しの控除率拡大、開催日数・日程の規制緩和を主題とした、自転車競技法の改正案が参議院本会議で可決され、成立した[17]。

### 4月
- 3日
  - 会員制競輪場外車券売場、サテライト名古屋が当月5日より発売開始となることが決まった[18]。
- 10日
  - 岸和田競輪場で、当年5月4日〜6日のFII開催において、「岸和田モーニング945」と称して、第1レース発走が午前9時45分、最終レース発走が午後2時50分となる「モーニングレース」を、競輪界では初の試みとして行われることが決まった[19]。
- 16日
  - 全国施行者協議会がまとめたところによると、2011年度の競輪の総売り上げは6229億3693万2200円で、対前年度比98.1％にとどまり、これで20年連続で対前年度比割れとなった[20]。
- 19日
  - 平成24年6月30日節初日の開催から、競輪FI開催の1日あたりのレース数をS級5レース、A級6レースの11レース立てとすることが決まった[21]。
- 24日
  - 当年7月1日より開幕する『ガールズケイリン』（女子競輪）の開催概要が発表された。主な論点は、「7車立てで1日2レース実施」、「発売賭式は二連勝枠番腹式、二連勝枠番単式を除く5賭式」。また女子の格付けは当面の間A級2班となる[22][23]。
- 30日
  - 共同通信社杯決勝戦が行われ、渡邉一成が優勝[24]。また同一戦において、脇本雄太がまだ勝負所とはいえない、残りあと2周半付近で転倒したことについて、誘導妨害による失格と判定され、併せて、開催場である名古屋競輪場限定の6か月間斡旋停止処分が下された[25]。

### 5月
- 8日
  - 競輪の平成24年後期（7月～12月）適用級班が発表され、S級選手数を現在の800名から690名に削減することが決定された[26]。
- 22日
  - 日本競輪学校第103回（男子）、第104回（女子）の入学式が挙行された[27]。
- 30日
  - 日本競輪学校79期生の中川大祐（以下、中川選手）が当日午前10時5分頃、北陸自動車道（以下、北陸道）との分岐点である、滋賀県米原市三吉の名神高速道路上り線で交通事故（走行車線を走っていたトラックの前方に、追い越し車線から入り込んだ中川選手が乗っていた乗用車の後方がぶつかった）に遭い死亡。乗用車を運転していた競輪選手が北陸道に入ろうとして無理な車線変更をしたとして、自動車運転過失傷害容疑で現行犯逮捕（中川選手死亡後に同致死に切り替え）された。なお、トラックの運転手及び、乗用車の助手席に乗っていた競輪選手に怪我はなかった。中川選手ら3選手は、当月31日開幕の福井競輪場で行われるFII開催へ斡旋を受けており、同場へ向かう途中だった[28]。

### 6月
- 6日
  - 神山雄一郎が、当日行われた大垣S級決勝で優勝し、競輪界初となる、生涯獲得賞金額25億円を突破した[29][30]。
- 17日
  - 第63回高松宮記念杯競輪決勝戦が行われ、武田豊樹が優勝[31]。
- 20日
  - 日本競輪選手会の新理事長に、佐久間重光が就任[32]。
- 21日
  - JKAは、当年7月に開催される寬仁親王牌について、名称は従来通りのまま使用することを決めた。また開催期間中、開会式において黙祷の実施、開催期間中の半旗掲揚、出場選手及び関係者による喪章の着用を行うことも決めた[33][34]。
- 29日
  - 1976年より、旧 日本自転車振興会(現 JKA)より発行されている月刊競輪が、近年の発行部数低迷を理由に、当年9月25日発行の当年10月号をもって休刊することが決まった[35]。

### 7月
- 1日
  - 平塚競輪場で、48年ぶりの女子競輪復活開催となったガールズケイリンの開幕戦が行われた。第6、7レースに組まれたガールズケイリンの総売り上げは9859万円で、施行者が目標としていた同3000万円を大幅に上回り、また当日の入場者数も7000人を超えた[36][37][38]。
- 3日
  - ガールズケイリン初の決勝戦が平塚競輪場で行われ、1期生で最年少の小林莉子が初代優勝者としてその名を刻んだ[39]。また、ガールズケイリン3日間合計6レースの総売り上げは2億7109万6500円を記録。この数字は当初施行者が希望していた同1億円を2.7倍も上回るものである[40][41]。
- 7日
  - 小田原競輪場の第9レースのゴール前で坂本照雄選手が事故死[42]。
- 16日
  - 寬仁親王牌決勝戦が行われ、佐藤友和が優勝[43]。
- 19日
  - スポーツ報知によると、当年10月25日、26日に、青森競輪場でミッドナイト競輪が開催される予定であることが分かった。屋外競輪場における初のミッドナイト競輪開催例となる[44]。
- 23日
  - 9月に前橋競輪場で行われる第55回オールスター競輪のファン投票結果が発表され、23098票を獲得した深谷知広が初めて第1位に選出された[45]。
- 27日
  - 前年は東日本大震災の影響により中止された外国人選手の短期登録制度が行われることが決まり、ライセンスを獲得した8選手がJKAより発表された[46]。主な選手として、後のロンドンオリンピックで銀メダルを獲得することになる、フランスのミカエル・ダルメダ、同じく銅メダリストとなるニュージーランドのサイモン・ヴァン・ヴェルトホーヴェン、オランダのテーン・ムルダー、オーストラリアのシェーン・パーキンス等がいる。開催実施時期は9月から12か月の4か月間で、内2か月以上の滞在が義務付けられている[47]。

### 8月
- 2日
  - 東日本大震災の影響により、長らく本場開催を休止していた取手競輪場が、当年10月22日初日の開催より本場開催を再開することが決まった[48]。
- 3日
  - 福岡市の中洲に、会員制の競輪場外車券売場、『サテライト中洲』が開設されることが決まり、当月9日開幕の松戸競輪場開設記念より発売を開始することになった[49]。
- 18日
  - サマーナイトフェスティバル決勝戦が行われ、武田豊樹が3年ぶり2度目の優勝。また武田は同大会初の2回目の優勝を果たした[50]。
  - 午後3時25分頃、青森競輪場で「建物内で爆発があった」と119番通報があり、この事故で同店の経営者や従業員3人が市内の病院に運ばれ、2人が重傷、1人が軽傷を負った。青森県警青森署は、厨房で使っていたガス調理器具のガスが爆発した可能性があるとみて、原因などを調べている[51]。
- 22日
  - 日本競輪学校第103回生徒の杉森輝大が、史上10人目となる同校ゴールデンキャップを獲得[52]。
- 29日
  - JKAは、当年12月28日に、当年7月より実施されているガールズケイリンの、7〜9月の平均競走得点の上位7選手を選出した優勝賞金300万円の一回勝負（一発勝負）レース、ガールズグランプリを京王閣競輪場で行うことを表明[53]。

### 9月
- 6日
  - サテライト旭川が、売上不振のため、当年9月30日限りで発売を終了し、廃止されることが決まった[54]。
- 17日
  - 第55回オールスター競輪決勝戦が行われ、山崎芳仁が優勝[55]。

### 10月
- 7日
  - 当年4月4日より開始された重勝式投票券・Dokanto!4two（ドカント フォートゥー）において、初の的中が1口あった。配当金額は1億9440万3740円[56]。
- 23日
  - 当年12月28日に京王閣競輪場で行われるガールズグランプリ[57]、同じく12月29日に同場で行われるヤンググランプリ[58]の出場選手が決まった。

### 11月
- 2日
  - 大垣競輪場開設記念の2日目終了後、重勝式投票券・ドカント・セブンで初めての的中。配当金額は7338万2400円[59]。
- 15日
  - 2013年上半期のS級1班昇降級リストが発表され、梶應弘樹、加倉正義、太田真一、加藤慎平の各GI優勝経験者のS級2班陥落が決定[60]。
- 28日
  - 2013年度の競輪のGI・GII・GIIIの開催日程が発表された[61]。

### 12月
- 2日
  - 第54回朝日新聞社杯競輪祭決勝戦が行われ、武田豊樹が優勝[62]。
  - 競輪祭が終了したことを受け、当年当月30日に行われるKEIRINグランプリ2012の出場予定選手が決まった。正選手は、成田和也、武田豊樹、佐藤友和、山崎芳仁、長塚智広、深谷知広、村上義弘、浅井康太、岡田征陽の9名。なお、補欠選手は脇本雄太[63]。また、以上9名は当年当月27日より原則1年間、S級S班に格付けされる[64]。
- 4日
  - KEIRINグランプリを2回優勝した山口幸二が、JKAで引退記者会見を行った[65]。
- 10日
  - JKAは、男子のGI競走に匹敵するレースとして、2013年より、3、6、9月の3回、ガールズケイリンコレクションを開催することを表明[66]。
- 19日
  - KEIRINグランプリ2012の公開車番抽選が、グランドプリンスホテル新高輪で行われた[67]。
- 20日
  - 日本競輪学校第105回（男子）、第106回（女子）のそれぞれの合格発表が行われた[68]。
- 28日
  - 第一回のガールズグランプリが京王閣競輪場で行われ、小林莉子が優勝。『初代女子賞金王』となった[69][70]。
- 29日
  - ヤンググランプリが京王閣競輪場で行われ、松岡篤哉が優勝[71]。
  - 読売新聞によると、当年度末時点における松阪競輪の累積赤字額が約7億8000万円程度になることを受け、その穴埋めの一部として、今回初めて一般会計から競輪事業特別会計に4億6000万円を繰り入れることを決めた松阪市市長の山中光茂が、来年度から3年間、経営再建に向けた民間委託費2億1000万円を含む補正予算案を当年11月市議会に提案したが、議会側から「公営ギャンブルに毎年税金を投入するのは市民の理解を得られない」と否決され、当月28日の臨時議会にも民間企業が再建策を説明する場を開くため、約３９０万円の補正予算案を提案したが、これも議会で否決された事を受け、同競輪を廃止する意向を示した[72]。
- 30日
  - KEIRINグランプリ2012が京王閣競輪場で行われ、村上義弘が優勝。史上初の兄弟グランプリ制覇、また、当年の競輪賞金王を確定させた[73]。
- 31日
  - 伊東温泉競輪のチャリロトで、5億2462万7700円の払戻金が出た[74]。

## GP
| レース名             | 場名   | 日程         | 優勝者   |
| -------------------- | ------ | ------------ | -------- |
| KEIRINグランプリ2012 | 京王閣 | 12月30日(日) | 村上義弘 |

## GI
| レース名                                     | 場名 | 日程                        | 優勝者   |
| -------------------------------------------- | ---- | --------------------------- | -------- |
| 東日本大震災被災地支援第65回日本選手権競輪   | 熊本 | 2月28日(火) 〜 3月4日(日)   | 成田和也 |
| 第63回高松宮記念杯競輪                       | 函館 | 6月14日(木) 〜 6月17日(日)  | 武田豊樹 |
| 第21回寬仁親王牌・世界選手権記念トーナメント | 弥彦 | 7月13日(金) 〜 7月16日(月)  | 佐藤友和 |
| 第55回オールスター競輪                       | 前橋 | 9月13日(木) 〜 9月17日(月)  | 山崎芳仁 |
| 第54回朝日新聞社杯競輪祭                     | 小倉 | 11月29日(木) ～ 12月2日(日) | 武田豊樹 |

第28回より2月（2013年）に開催を移行することになった関係で、全日本選抜競輪の年次開催は、2012年には行われなかった。

## GII
| レース名                               | 場名   | 日程                        | 優勝者                        |
| -------------------------------------- | ------ | --------------------------- | ----------------------------- |
| 東日本大震災被災地支援第11回東西王座戦 | 高知   | 2月3日(金) 〜 2月5日(日)    | 武田豊樹（東） 深谷知広（西） |
| 第28回共同通信社杯                     | 名古屋 | 4月27日(金) 〜 4月30日(月） | 渡邉一成                      |
| 第8回サマーナイトフェスティバル        | 四日市 | 8月17日(金) 〜 8月18日(土)  | 武田豊樹                      |
| ヤンググランプリ                       | 京王閣 | 12月29日（土）              | 松岡篤哉                      |

## GIII
| 場名     | サブタイトル                   | 日程                         | 優勝者   |
| -------- | ------------------------------ | ---------------------------- | -------- |
| 立川     | 被災地支援 鳳凰賞典レース      | 1月4日(水) 〜 1月7日(土)     | 深谷知広 |
| 和歌山   | 被災地支援 和歌山グランプリ    | 1月8日(日) 〜 1月11日(水)    | 山田裕仁 |
| 大宮     | 被災地支援東日本発祥倉茂記念杯 | 1月14日(土) 〜 1月17日(火)   | 村上義弘 |
| いわき平 | いわき市復興競輪               | 1月21日(土) 〜 1月24日(火)   | 武井大介 |
| 向日町   | 被災地支援競輪 平安賞          | 1月26日(木) 〜 1月29日(日)   | 村上博幸 |
| 高松     | 被災地支援競輪 玉藻杯争覇戦    | 2月11日(土) 〜 2月14日(火)   | 深谷知広 |
| 久留米   | 被災地支援中野カップレース     | 2月18日(土) 〜 2月21日(火)   | 武田豊樹 |
| 小田原   | 被災地支援花月園メモリアル     | 2月23日(木) 〜 2月26日(日)   | 松岡健介 |
| 松山     | 被災地支援 金亀杯争覇戦        | 3月10日(土) 〜 3月13日(火)   | 飯嶋則之 |
| 玉野     | 被災地支援 瀬戸の王子杯        | 3月17日(土) 〜 3月20日(火)   | 岩津裕介 |
| 名古屋   | 被災地支援・金鯱賞争奪戦       | 3月24日(土) 〜 3月27日(火)   | 吉田敏洋 |
| 川崎     | 桜花賞・海老澤清杯競輪         | 4月5日(木) 〜 4月8日(日)     | 深谷知広 |
| 高知     | よさこい賞争覇戦               | 4月12日(木) 〜 4月15日(日)   | 武田豊樹 |
| 武雄     | 大楠賞争奪戦                   | 4月19日(木) 〜 4月22日(日)   | 藤木裕   |
| 平塚     | 湘南ダービー                   | 5月4日(金) 〜 5月7日(月)     | 芦澤大輔 |
| 別府     | 別府八湯ゆけむりカップ         | 5月18日(金) 〜 5月21日(月)   | 岡田征陽 |
| 宇都宮   | 宇都宮ワンダーランドカップ     | 5月26日(土) 〜 5月29日(火)   | 長塚智広 |
| 西武園   | ゴールド・ウイング賞           | 6月2日(土) 〜 6月5日(火)     | 武田豊樹 |
| 川崎     | 花月園メモリアルｉｎ川崎       | 6月7日(木) 〜 6月10日(日)    | 栗田雅也 |
| 豊橋     | 開場63周年記念競輪             | 6月22日(金) 〜 6月25日(月)   | 阿竹智史 |
| 岐阜     | 長良川鵜飼カップ               | 6月29日(金) 〜 7月2日(月)    | 浅井康太 |
| 小松島   | 阿波おどり杯争覇戦             | 7月5日(木) 〜 7月8日(日)     | 佐藤友和 |
| 久留米   | 第19回中野カップレース         | 7月21日(土) 〜 7月24日(火)   | 浅井康太 |
| 福井     | 不死鳥杯                       | 7月28日(土) 〜 7月31日(火)   | 武田豊樹 |
| 小田原   | 北条早雲杯争奪戦               | 8月4日(土) 〜 8月7日(火)     | 浅井康太 |
| 松戸     | 燦燦ダイヤモンドカップ争奪戦   | 8月9日(木) 〜 8月12日(日）   | 武田豊樹 |
| 富山     | 瑞峰立山賞争奪戦               | 8月25日(土) 〜 8月28日(火)   | 渡邉一成 |
| 青森     | みちのく記念競輪               | 9月1日(土) 〜 9月4日(火)     | 長塚智広 |
| 防府     | 周防国府杯争奪戦               | 9月22日(土) 〜 9月25日(火)   | 井上昌己 |
| 向日町   | 開設62周年記念 平安賞          | 9月27日(木) 〜 10月1日(月)   | 長塚智広 |
| 岸和田   | 開設記念 岸和田キング争覇戦    | 10月6日(土) 〜 10月9日(火)   | 渡邉一成 |
| 熊本     | 火の国杯争奪戦                 | 10月13日(土) 〜 10月16日(火) | 佐藤友和 |
| 千葉     | 第5回 滝澤正光杯               | 10月18日(木) 〜 10月21日(日) | 三宅達也 |
| 一宮     | 毛織王冠争奪戦                 | 10月25日(木) 〜 10月28日(日) | 佐藤友和 |
| 大垣     | 水都大垣杯                     | 11月1日(木) 〜 11月4日(日)   | 志智俊夫 |
| 取手     | 水戸黄門賞                     | 11月9日(金) 〜 11月12日(月)  | 武田豊樹 |
| 松阪     | 蒲生氏郷杯王座競輪             | 11月17日(土) 〜 11月20日(火) | 浅井康太 |
| 佐世保   | 九十九島賞争奪戦               | 12月8日(土) 〜 12月11日(火)  | 木暮安由 |
| 伊東     | 椿賞争奪戦                     | 12月14日(金) 〜 12月17日(月) | 長塚智広 |
| 広島     | ひろしまピースカップ           | 12月21日(金) 〜 12月24日(月) | 山賀雅仁 |

## FI
| レース名           | 場名   | 日程                             | 優勝者   |
| ------------------ | ------ | -------------------------------- | -------- |
| 寺内大吉記念杯競輪 | 京王閣 | 12月28日（金） 〜 12月30日（日） | 勝瀬卓也 |

## FII
| レース名                     | 場名   | 日程                           | 優勝者   |
| ---------------------------- | ------ | ------------------------------ | -------- |
| ルーキーチャンピオンレース   | 玉野   | 3月18日（日）                  | 井上将志 |
| スーパープロピストレーサー賞 | 前橋   | 5月12日（土） 〜 5月13日（日） | 伏見俊昭 |
| ガールズグランプリ           | 京王閣 | 12月28日（金）                 | 小林莉子 |

## ガールズケイリン
| 場名   | 日程                          | 優勝者     |
| ------ | ----------------------------- | ---------- |
| 平塚   | 7月1日（日）〜 3日（火）      | 小林莉子   |
| 京王閣 | 7月6日（金）〜 8日（日）      | 中村由香里 |
| 松戸   | 7月13日（金）〜 15日（日）    | 加瀬加奈子 |
| 松戸   | 7月24日（火）〜 26日（木）    | 中村由香里 |
| 京王閣 | 8月4日（土）〜 6日（月）      | 加瀬加奈子 |
| 平塚   | 8月13日（月）〜 15日（水）    | 中川諒子   |
| 京王閣 | 8月19日（日）〜 21日（火）    | 門脇真由美 |
| 平塚   | 8月29日（水）〜 31日（金）    | 中山麗敏   |
| 松戸   | 9月5日（水）〜 7日（金）      | 増茂るるこ |
| 広島   | 9月15日（土）〜 17日（祝）    | 荒牧聖未   |
| 平塚   | 9月21日（金）〜 23日（日）    | 増茂るるこ |
| 京王閣 | 9月28日（金）〜 10月1日（月） | 中村由香里 |
| 弥彦   | 10月5日(金) 〜 7日(日)        | 加瀬加奈子 |
| 京王閣 | 10月15日(月) 〜 17日(日)      | 加瀬加奈子 |
| 向日町 | 10月22日(月) 〜 24日(水)      | 中村由香里 |
| 松戸   | 10月29日(月) 〜 31日(水)      | 小林莉子   |
| 奈良   | 11月10日(土) 〜 12日(月)      | 加瀬加奈子 |
| 京王閣 | 11月17日(土) 〜 19日(月)      | 中村由香里 |
| 平塚   | 11月23日(金) 〜 25日(日)      | 増茂るるこ |
| 松山   | 12月 2日(日) 〜 4日(火)       | 加瀬加奈子 |
| 西武園 | 12月11日(火) 〜 13日(木)      | 渡辺ゆかり |
| 平塚   | 12月18日(火) 〜 20日(木)      | 門脇真由美 |
| 高松   | 12月25日(火)～27日(木)        | 渡辺ゆかり |

## 獲得賞金ランキング
| 順位 | 選手名     | 期別 | 登録地 | 獲得賞金      |
| ---- | ---------- | ---- | ------ | ------------- |
| 1    | 村上義弘   | 73   | 京都   | 158,590,868円 |
| 2    | 成田和也   | 88   | 福島   | 149,966,500円 |
| 3    | 武田豊樹   | 88   | 茨城   | 138,599,399円 |
| 4    | 山崎芳仁   | 88   | 福島   | 96,072,600円  |
| 5    | 長塚智広   | 81   | 茨城   | 86,351,000円  |
| 6    | 深谷知広   | 96   | 愛知   | 75,048,500円  |
| 7    | 佐藤友和   | 88   | 岩手   | 66,590,400円  |
| 8    | 浅井康太   | 90   | 三重   | 63,532,600円  |
| 9    | 岡田征陽   | 85   | 東京   | 57,239,600円  |
| 10   | 脇本雄太   | 94   | 福井   | 52,316,500円  |
| 11   | 渡邉一成   | 88   | 福島   | 49,478,000円  |
| 12   | 岩津裕介   | 87   | 岡山   | 46,860,200円  |
| 13   | 神山雄一郎 | 61   | 栃木   | 45,696,600円  |
| 14   | 村上博幸   | 86   | 京都   | 44,547,000円  |
| 15   | 園田匠     | 87   | 福岡   | 43,873,400円  |
| 16   | 稲垣裕之   | 86   | 京都   | 40,806,500円  |
| 17   | 伏見俊昭   | 75   | 福島   | 40,664,800円  |
| 18   | 飯嶋則之   | 81   | 栃木   | 40,038,100円  |
| 19   | 山口幸二   | 62   | 岐阜   | 39,422,133円  |
| 20   | 藤木裕     | 89   | 京都   | 38,723,000円  |
| 21   | 後閑信一   | 65   | 東京   | 37,529,200円  |
| 22   | 三宅達也   | 79   | 岡山   | 36,310,400円  |
| 23   | 合志正臣   | 81   | 熊本   | 35,720,000円  |
| 24   | 小嶋敬二   | 74   | 石川   | 35,657,200円  |
| 25   | 小野俊之   | 77   | 大分   | 35,600,000円  |
| 26   | 小倉竜二   | 77   | 徳島   | 34,830,800円  |
| 27   | 木暮安由   | 92   | 群馬   | 34,802,822円  |
| 28   | 佐藤慎太郎 | 78   | 福島   | 34,775,000円  |
| 29   | 南修二     | 88   | 大阪   | 34,530,900円  |
| 30   | 井上昌己   | 86   | 長崎   | 34,102,200円  |

## 平成24年 表彰選手
|                                 |                                | （受賞回数）                                         |
| ------------------------------- | ------------------------------ | ---------------------------------------------------- |
| 最優秀選手賞                    | 武田豊樹                       | （初）                                               |
| 優秀選手賞                      | 村上義弘                       | （5）                                                |
| 優秀選手賞                      | 成田和也                       | （初）                                               |
| 優秀新人選手賞                  | 原田研太朗                     | 第98回生                                             |
| 特別敢闘選手賞                  | 深谷知広                       | （初）                                               |
| 特別賞                          | 脇本雄太                       |                                                      |
| 特別賞 （ガールズ最優秀選手賞） | 加瀬加奈子                     |                                                      |
| 特別賞 （ガールズ優秀選手賞）   | 中村由香里                     |                                                      |
| 特別賞 （ガールズ優秀選手賞）   | 小林莉子                       |                                                      |
| 特別功労賞                      | （一社）日本競輪選手会千葉支部 | 知的障害者施設への支援活動                           |
| 特別功労賞                      | 小林宏年                       | 児童養護施設の子供達へのランドセル・文房具の寄付活動 |
| 国際賞                          | 坂本貴史                       |                                                      |
| 国際賞                          | 河端朋之                       |                                                      |
| 国際賞                          | 稲毛健太                       |                                                      |

## 関連記事
- 2012年の自転車競技